# Premio SISSCO
Il Premio SISSCO, inaugurato nel 1991, viene annualmente assegnato dalla Società italiana per lo studio della storia contemporanea (Sissco) per premiare il miglior libro di argomento storico contemporaneistico pubblicato nell'anno solare precedente in lingua italiana da un autore italiano. Il premio è assegnato dal Direttivo della Sissco ed è annunciato durante l'assemblea annuale dei soci.

## Regolamento
Le categorie sono due: miglior opera prima e miglior opera di uno studioso affermato. Questa suddivisione è valida dal 2003: inizialmente (1991-1997) le categorie erano sempre due, ma si trattava di sintesi interpretative e ricerche monografiche; dal 1998 al 2002 è stato assegnato solo un premio.
Il premio viene assegnato dal consiglio direttivo della Società italiana per lo studio della storia contemporanea (fino al 1998, il premio era assegnato dai soci, tra i dieci, cinque per categoria, segnalati dal consiglio direttivo).
Non possono essere premiati il presidente ed i membri del direttivo della Società italiana per lo studio della storia contemporanea oltre che i vincitori del premio nei tre anni precedenti.
Dal 2002 al vincitore viene assegnato anche un premio in denaro offerto dall'Associazione Nazionale Comuni Italiani. Dallo stesso anno al premio SISSCO si è affiancato anche il premio ANCI-Storia.

## Vincitori

### 1991-1997
| Anno | Vincitori                                                                                     | Vincitori |
| Anno | Sintesi interpretative                                                                        | Ricerche monografiche |
| ---- | --------------------------------------------------------------------------------------------- | --- |
| 1992 | Claudio Pavone, Una guerra civile. Saggio storico sulla moralità nella Resistenza             | Salvatore Lupo, Il giardino degli aranci. Il mondo degli agrumi nella storia del Mezzogiorno                             |
| 1993 | Silvio Lanaro, Storia dell'Italia repubblicana. Dalla fine della guerra agli anni novanta     | Brunello Mantelli, "Camerati del lavoro". I lavoratori italiani emigrati nel Terzo Reich nel periodo dell'Asse 1938-1943 |
| 1994 | Emilio Gentile, Il culto del littorio. La Sacralizzazione della politica nell'Italia fascista | Nicola Labanca, In marcia verso Adua                                                                                     |
| 1995 | Guido Crainz, Padania. Il mondo dei braccianti dall'Ottocento alla fuga delle campagne        | Daniela Luigia Caglioti, Il guadagno difficile. Commercianti napoletani nella seconda metà dell'Ottocento                |
| 1996 | Michele Battini, L'ordine della gerarchia                                                     | Giovanni De Luna, Donne in oggetto                                                                                       |
| 1997 | Guido Melis, Storia dell'amministrazione italiana, 1861-1993                                  | Fabio Levi, L'identità imposta. Un padre ebreo di fronte alle leggi razziali di Mussolini                                |

### 1998-2002
| Anno | Vincitori |
| ---- | --- |
| 1998 | Ex aequo: Giovanni Contini, La memoria divisa Paolo Pezzino, Anatomia di un massacro. Controversia sopra una strage tedesca |
| 1999 | Barbara Curli, Italiane al lavoro. 1914-1920                                                                                |
| 2000 | Daniela Adorni, Francesco Crispi. Un progetto di governo                                                                    |
| 2001 | Sandro Bellassai, La morale comunista. Pubblico e privato nella rappresentazione del PCI (1947-1956)                        |
| 2002 | Anna Treves, Le nascite e la politica nell'Italia del Novecento                                                             |

### 2003-oggi
| Anno | Vincitori | Vincitori |
| Anno | Premio Senior | Opera prima |
| ---- | --- | --- |
| 2003 | Ennio Di Nolfo, Dagli imperi militari agli imperi tecnologici. La politica internazionale nel XX secolo                                                                                                  | Gabriella Chiaramonti, Suffragio e rappresentanza nel Perù dell'800, I, Gli itinerari della sovranità (1808-1860) |
| 2004 | Gaetano Quagliariello, De Gaulle e il gollismo | Paola Pizzo, L'Egitto agli Egiziani! Cristiani, musulmani e idea nazionale, 1882-1936 |
| 2005 | Gabriele Ranzato, L'eclissi della democrazia. La guerra civile spagnola e le sue origini 1931-1939 | Ex aequo: Carolina Castellano, Il mestiere di giudice. Magistrati e sistema giuridico tra i Francesi e i Borboni (1799-1848) Giovanni Focardi, Storia dei progetti di riforma della pubblica amministrazione: Francia e Italia 1943-1948 |
| 2006 | Alberto Mario Banti, L'onore della nazione. Identità sessuali e violenza nel nazionalismo europeo dal XVIII secolo alla Grande guerra                                                                    | Simona Merlo, All'ombra delle cupole d'oro. La Chiesa di Kiev da Nicola II a Stalin (1905-1939) |
| 2007 | Maria Malatesta, Professionisti e gentiluomini. Storia delle professioni nell'Europa contemporanea | Duccio Basosi, Il governo del dollaro. Interdipendenza economica e potere statunitense negli anni di Richard Nixon (1969-1973) |
| 2008 | Sergio Luzzatto, Padre Pio. Miracoli e politica nell'Italia del Novecento | Matteo Di Figlia, Farinacci. Il radicalismo fascista al potere |
| 2009 | Arnaldo Testi, Il secolo degli Stati Uniti | Rosanna Scatamacchia, Azioni e azionisti. Il lungo secolo della Banca d'Italia |
| 2010 | Federico Romero, Storia della guerra fredda. L'ultimo conflitto per l'Europa | Niccolò Pianciola, Stalinismo di frontiera. Colonizzazione agricola, sterminio dei nomadi e costruzione statale in Asia centrale (1905-1936)                                                                                             |
| 2011 | Adriano Viarengo, Cavour | Maurizio Zinni, Fascisti di celluloide. La memoria del ventennio nel cinema italiano (1945-2000) |
| 2012 | Luciano Segreto, I Feltrinelli. Storia di una dinastia imprenditoriale (1854-1942) | Laura Schettini, Il gioco delle parti. Travestimenti e paure sociali tra Otto e Novecento |
| 2013 | Ex aequo: Marcella Emiliani, Medio Oriente. Una storia dal 1918 al 1991 e Medio Oriente. Una storia dal 1991 ad oggi Silvio Pons, La rivoluzione globale. Storia del comunismo internazionale, 1917-1991 | Antonio Soggia, La nostra parte per noi stessi. I medici afro-americani tra razzismo, politica e riforme sanitarie (1945-1968) |
| 2014 | Anna Bravo, La conta dei salvati. Dalla grande Guerra al Tibet: storie di sangue risparmiato | Domenica La Banca, Welfare in transizione. L'esperienza dell'ONMI (1943-1950) |
| 2015 | Andrea Ragusa, Giardini delle Muse. Il patrimonio culturale e ambientale in Italia dalla Costituente all'istituzione del Ministero (1946-1975)                                                           | Lucia Bonfreschi, Raymond Aron e il gollismo 1940-1969 |
| 2016 | Carlotta Sorba, Il melodramma della nazione | Luca Falciola, Il movimento del 1977 in Italia |
| 2017 | Ex aequo: Tiziano Bonazzi, Abraham Lincoln. Un dramma americano Piero Craveri, L’arte del non governo. L’inarrestabile declino della Repubblica italiana                                                 | Ex aequo: Angela Santese, La pace atomica. Ronald Reagan ed il movimento antinucleare (1979-1987) Bruno Settis, Fordismi. Storia politica della produzione di massa                                                                      |
| 2018 | Liliana Picciotto, Salvarsi. Gli ebrei d’Italia sfuggiti alla Shoah, 1943-45 | Emanuele Ertola, In terra d’Africa. Gli italiani che colonizzarono l’Impero |
| 2019 | Ex aequo: Guido Melis, La macchina imperfetta. Immagini e realtà dello stato fascista Raoul Pupo, Fiume città di passione                                                                                | Ex aequo: Claudia Bernardi, Una storia di confine. Frontiere e lavoratori migranti tra Messico e Stati Uniti (1836-1964) Ignazio Veca, Il mito di Pio IX. Storia di un papa liberale e nazionale                                         |
| 2020 | Carmine Pinto, La guerra per il Mezzogiorno. Italiani, borbonici e briganti, 1860-1870 | Anna Ferrando, Cacciatori di libri. Gli agenti letterari durante il fascismo |
| 2021 | Renato Moro, Il mito dell’Italia cattolica. Nazione, religione e cattolicesimo negli anni del fascismo                                                                                                   | Laura Ciglioni, Culture atomiche, Gli Stati Uniti, la Francia e l’Italia di fronte alla questione nucleare (1962-68) |